# Сликовно писмо
Сликовно или пиктографско писмо (лат. pictus) је једно од најстаријих облика писама.

## Значење писма
Пиктографско писмо је писмо у облику слике, које је настало у давној прошлости од наших предака пећинских људи који су живели у палеолитском или старијем каменом добу. Оно је створено из потребе пећинских људи да пренесу знање на следеће генерације. Оно се састоји се од низа једноставних сличица при чему поједини знак или сличица дозива у свест особе одређене догађаје и ствари које од асоцијативно веже уз тај знак. Груписањем знакова или сличица могуће је приказати неки догађај или фиксирати неку мисао. 

## Афричко сликовно писмо
У Африци пиктографско писмо се користио као нека врста уметничког и религиозног или чак историјског приказа човека који је живео у предисторијском добу. Пиктограме или симболе познавали су само маги (свештеници). Најчешћи мотиви на овим сликама су били животиње, људи у лову или магијски ритуали, али такође и ратови који су водили. На основу тих бушманских цртежа у етнолошком и историјском смислу слични су многобројни цртежи по стенама планинских предела читаве Јужне Америке, нарочито Аргентине и Бразила за које научници претпостављају да би могли бити цртежи предисторијских култура народа тих територија, док други научници претпостављају да ти цртежи потичу из много каснијих времена, и то од изумрлих народа који су нам до данас остали непознати.

## Сликовно писмо Индијанаца
Катактеристика индијанских сликовних писама јесте у томе да су изразито сликарски елементи час реалистички, а час стилизирани и да се мешају са конвенционалним знацима, који представљају одређене појмове, што отежава њихово дешифровање. Већина њихових пиктограма било је примитивног карактера, док у случају са писмима племена Маја и Астека пиктограми су били веома развијени.

## Галерија
- Слика на зиду пећине
- Гранд кањон слике из пећине
- Пиктограм на зиду пећине
- Древни пиктограми